# Liščí vrch (Šluknovská pahorkatina)
Liščí vrch (německy Fuchsberg) je kopec s nadmořskou výškou 480 m nacházející se v Lipové v Ústeckém kraji. Vrch náleží ke geomorfologickému celku Šluknovská pahorkatina, jeho okrsku Šenovská pahorkatina a podokrsku Mikulášovická pahorkatina. Geologické podloží tvoří drobně až střednězrnný dvojslídý hybridní granodiorit spolu se střednězrnným lužickým granodioritem, prokázána je také žíla doleritu. Půdní pokryv se skládá z modální mesobazické a dystrické kambizemě. Při jižním úpatí pramení Sohlandský potok náležející k povodí Sebnice, na severovýchodním svahu pak Pilzdörfler Bach náležející k povodí Sprévy. Liščí vrch tak patří k úmoří Severního moře. Vrch je z velké části zalesněn jehličnatým lesem s převahou smrku ztepilého (Picea abies), část svahů východně a jihovýchodně od vrcholu je využívána zemědělsky. Bezprostředně na východ od vrcholu prochází severojižním směrem česko-německá státní hranice, kterou kopíruje modře značená turistická trasa.